# Christopher Adler
Christopher Adler (* 1972) ist ein US-amerikanischer Komponist, Pianist und Improvisationsmusiker.

## Biographie
Adler studierte Komposition bei Scott Lindroth, Stephen Jaffe, Sidney Corbett und Evan Ziporyn, thailändische Musik bei Panya Roongruang und Orgel bei James David Christie und Haig Mardirosian. Er erlangte den Bachelorgrad für Komposition und Mathematik am Massachusetts Institute of Technology und den Master- und Doktorgrad im Fach Komposition an der Duke University und unterrichtet als Associated Professor Komposition, Klangkunst, Musiktheorie, Musik des 20. Jahrhunderts und Weltmusik an der University of San Diego.
Als Improvisationsmusiker arbeitete Adler u. a. mit Mark Dresser, George Lewis, Anthony Davis, Vinny Golia, Michael Vlatkovich, Christopher Garcia und Gustavo Aguilar zusammen. Mit Alan Lechusza und Vikas Srivastava bildet er das Christopher Adler Trio, mit dem er mehrere Alben aufnahm. Als Pianist trat er mit dem Ensemble für neue Musik NOISE auf und spielte Kompositionen von Derek Keller, Nathan Hubbard, Stuart Saunders Smith und Christopher Burns ein.
Weiterhin trat er u. a. mit Yo-Yo Mas Silk Road Ensemble, der Gruppe red fish blue fish, dem Ensemble ACJW und dem Ensemble 64.8, dem Van Buren String Quartet, dem Pangaea Quartet und dem Seattle Creative Orchestra auf. 2007 gehörte er zu den Gründern des soundON Festival of Modern Music, das jährlich im kalifornischen La Jolla stattfindet.

## Werke
- Four Piano Sketches für Klavier, 1992–95
- Motetus für Glockenspiel, 1995
- Truisms für Reader und Computer, 1995
- String Quartet, 1995
- Motetus für Glockenspiel, 1995–2009
- Three Lai für Khaen, Violine und Viola, 1996
- things that flow für Cembalo, 1996
- After This, Nothing für Bassklarinette und Viola, 1997
- Traces für zwei Bratschen, 1997
- the wind blows inside für Khaen solo, 1997
- Thao für Flöte, Oboe, Marimba, Vibraphon, Violine, Kontrabass und Ching, 1997
- wind-chime für Sheng, 1997
- Pan-lom für großes Thai-Ensemble und westliche Instrumente, 1998
- Tashi Delek für Khaen solo, 1998
- Telemetry Lock für Khaen solo, 1999
- Three Body Problem für Khaen und Cello, 1999
- Lineamenta für Kammerorchester und thailändische Instrumente, 2000
- Epilogue for a Dark Day für Khaen solo, 2001
- Song for a Form Carved by Water für Saxophon mit Summbegleitung, 2001
- Bear Woman Dances für Klavier, 2001
- Signals Intelligence für Perkussionsensemble, 2002
- Five Cycles für Khaen solo, 2002
- Signals Intelligence für Perkussion, 2002
- First Spectrum of the Contrabass für Kontrabass, 2002
- Song for a Glacial Boulder für Sopran oder Tenor und Saxophonquartett, 2002
- I Want to Believe für Sopransaxophon und Klavier oder Trio mit Vibraphon, 2002–04
- Iris für Flöte, Gitarre, Cello und Marimba, 2003
- Repudiation and Sacrifice (Music in Service of Revolution) für Stimme, Holzbläser, Perkussion, Computer und Elektronik, 2004
- Hector Mine für Elektronik, 2004
- Ecstatic Volutions in a Neon Haze für Oboe, Fagott, akustische Gitarre, Klavier und Perkussion, 2005
- Liber Pulveris für akustische Gitarre, 2005
- Music for a Royal Palace für Sheng, Viola, Marimba und Üerkussion, 2006
- Telemetry Lock II für elektrische Violine, 2006
- Petit Hommage à Jehan Alain für Altflöte und Cello, 2007
- In Daylight and Cool White (to Dan Flavin) für Flötenensemble, 2008
- Pines Long Slept in Sunshine für Perkussionsensemble, 2009
- In tall and tufted reeds für Altflöte, Cello und Akkordeon, 2009
- Serpent of Five Tongues Für Guanzi und Cheng, 2009
- Mastodon für Bassklarinette, Gitarre und Klavier, 2009
- Plenum Vortices für Perkussion, 2009
- Jolie Sphinx für Violine, 2009
- Cleopatra für Tenorsaxophon, Gitarre und Klavier, 2010
- 11 Sequences for Tom Johnson für Orgel, 2010

## Diskographie
- Pleistocene von Alan Lechusza, 2000
- Christopher Adler Trio: Live in Los Angeles, 2001
- Solo khaen improvisation aboard the ArtShip, 2002
- Christopher Adler Trio: Transcontinental, 2002
- Nathan Hubbard, Skeleton Key Orchester mit C. Adler als Pianist und Dirigent, 2003
- Epilogue for a Dark Day (Kompositionen von C. Adler), 2004
- Nathan Hubbard, (compositions 1998-2005) mit C. Adler, Klavier und Khaen, 2006
- Rubble 2, a compilation by the Trummerflora Collective mit Marcelo Radulovich, Drehleier und C. Adler, Khaen, 2006
- Mineralia von Alan Lechusza, 2006
- Derek Keller, Impositions and Consequences mit C. Adler, Klavier und Mellotron, 2007
- Ecstatic Volutions in a Neon Haze (Kompositionen von C. Adler), 2008